# Robert d’Escourt Atkinson
Robert d’Escourt Atkinson (* 11. April 1898; † 28. Oktober 1982) war ein britischer Astronom, Physiker und Erfinder.
In den 1930er-Jahren war er – zusammen mit Friedrich Georg Houtermans – einer der Ersten, die die Idee vertraten, dass die chemischen Elemente im Inneren der Sterne gebildet werden. Dafür wurde er 1960 mit der Eddington-Medaille der Royal Astronomical Society ausgezeichnet. 1929 wurde er Fellow der American Physical Society.
1937 wurde er Hauptassistent am Royal Greenwich Observatory.
1964 wechselte er an die Indiana University, wo er 1979 emeritierte.
Der Asteroid (1827) Atkinson ist nach ihm benannt.